# Дудка Євгенія Василівна
Євге́нія Васи́лівна Ду́дка — майор служби цивільного захисту Державної служби України з надзвичайних ситуацій, учасник російсько-української війни, що загинула у ході російського вторгнення в Україну.

## Життєпис
Євгенія Дудка народилася 18 січня 1991 року, працювала керівником пресслужби ГУ ДСНС України у Дніпропетровській області.
10 квітня 2022 року, після російського обстрілу аеропорту в Дніпрі Дудка з чоловіком виїхала на місце влучання. Під час ліквідації пожежі від обстрілів, вогонь поширився на 100 м2, російські війська о 12:47 повторно вдарили по летовищу. Внаслідок важкого поранення уламком снаряда стан Євгенії було визначено як найважчий серед шести постраждалих рятувальників (включно з її чоловіком).
Євгенія одружилася 27 травня 2022 року з рятувальником Ігорем Геталом, коли перебувала на лікуванні. Після реанімації в лікарні Дніпра, з червня 2022 року понад пів року вона перебувала на лікуванні в Німеччині. Там чотири дні перебувала в комі, відкрилася печінкова кровотеча, потім — цілодобовий гемодіаліз, двобічна пневмонія та постійні болі. Повернувшись до України в лютому 2023 року, проходила лікування в Києві.

## Смерть
Померла 7 березня 2023 року через ускладнення. Прощання з Євгенією відбулося 10 березня в храмі Різдва Пресвятої Богородиці Дніпровської єпархії ПЦУ.

## Родина
Чоловік — Ігор Гетало, одружилися 27 травня 2022. Керівник чергової зміни ДСНС у Дніпрі. Ігор також зазнав тяжких поранень 10 квітня 2022 року під час ліквідації наслідків російського ракетного обстрілу летовища Дніпра.

## Нагороди
- Орден «За мужність» III ступеня (2022) — за особисту мужність і самовіддані дії, виявлені у захисті державного суверенітету та територіальної цілісності України, вірність військовій присязі[7][8].